# Panathīnaïkos Athlītikos Omilos 2001-2002 (pallacanestro maschile)
Questa voce raccoglie le informazioni riguardanti il Panathīnaïkos B.C. nelle competizioni ufficiali della stagione 2001-2002.

## Stagione
La stagione 2001-2002 del Panathīnaïkos è la 51ª nel massimo campionato greco di pallacanestro, l'A1 Ethniki.

## Roster
Aggiornato al 18 luglio 2018.
| Panathīnaïkos 2001-02 | Panathīnaïkos 2001-02 |
| Giocatori             | Staff tecnico         |
| --------------------- | --------------------- |

| N. | Naz.                                       | Ruolo | Nome                    | Anno | Alt.   | Peso   |  |
| -- | ------------------------------------------ | ----- | ----------------------- | ---- | ------ | ------ |  |
| 4  | Grecia (bandiera)                          | AP    | Fragkiskos Alvertīs (C) | 1974 | 206 cm | 102 kg |  |
| 5  | Grecia (bandiera)                          | P     | Giōrgos Kalaitzīs       | 1976 | 195 cm | 95 kg  |  |
| 6  | Grecia (bandiera)                          | PG    | Giannīs Sioutīs         | 1973 | 183 cm |        |  |
| 7  | Stati Uniti (bandiera) · Spagna (bandiera) | AG    | Johnny Rogers           | 1963 | 208 cm | 102 kg |  |
| 8  | Croazia (bandiera)                         | P     | Damir Mulaomerović      | 1974 | 195 cm | 89 kg  |  |
| 9  | Grecia (bandiera)                          | GA    | Giōrgos Mpalogiannīs    | 1971 | 198 cm | 98 kg  |  |
| 10 | Jugoslavia (bandiera)                      | AP    | Dejan Bodiroga          | 1973 | 203 cm | 105 kg |  |
| 11 | Stati Uniti (bandiera) · Spagna (bandiera) | AG    | Darryl Middleton        | 1966 | 203 cm | 109 kg |  |
| 12 | Turchia (bandiera)                         | G     | İbrahim Kutluay         | 1974 | 197 cm | 93 kg  |  |
| 13 | Stati Uniti (bandiera) · Italia (bandiera) | AG    | Corey Albano            | 1975 | 204 cm | 88 kg  |  |
| 14 | Grecia (bandiera)                          | C     | Lazaros Papadopoulos    | 1980 | 210 cm | 120 kg |  |
| 15 | Grecia (bandiera)                          | AC    | Giannīs Giannoulīs      | 1976 | 208 cm | 116 kg |  |
| 16 | Argentina (bandiera) · Spagna (bandiera)   | P     | Juan Ignacio Sánchez    | 1977 | 193 cm | 88 kg  |  |
| -  | Grecia (bandiera)                          | G     | Theos Serafeim          | 1984 |        |        |  |
| -  | Grecia (bandiera)                          | AP    | Michalīs Svorōnos       | 1984 | 195 cm |        |  |

| Allenatore                                                              |
| - Željko Obradović                                                      |
| Assistente/i                                                            |
| - Dīmītrīs Itoudīs Legenda - (C) Capitano - (IN) Inattivo - Infortunato |

## Mercato

### Sessione estiva
| Acquisti | Acquisti             | Acquisti           | Acquisti   | Acquisti |
| R.       | Nome                 | da                 | Modalità   |          |
| -------- | -------------------- | ------------------ | ---------- | -------- |
| AG       | Corey Albano         | Scaligera Verona   | definitivo |          |
| AC       | Giannīs Giannoulīs   | PAOK Salonicco     | definitivo |          |
| PG       | Giannīs Sioutīs      | Aris Salonicco     | definitivo |          |
| G        | İbrahim Kutluay      | AEK Atene          | definitivo |          |
| C        | Lazaros Papadopoulos | Īraklīs Salonicco  | definitivo |          |
| P        | Damir Mulaomerović   | Efes Pilsen        | definitivo |          |
| P        | Juan Ignacio Sánchez | Philadelphia 76ers | definitivo |          |

| Cessioni | Cessioni            | Cessioni            | Cessioni       | Cessioni |
| R.       | Nome                | a                   | Modalità       |          |
| -------- | ------------------- | ------------------- | -------------- | -------- |
| C        | Željko Rebrača      | Detroit Pistons     | fine contratto |          |
| AG       | Antōnīs Fōtsīs      | Memphis Grizzlies   | fine contratto |          |
| P        | Ferdinando Gentile  | Amici Pall. Udinese | fine contratto |          |
| C        | Andreas Glyniadakīs | Panellīnios         | fine contratto |          |
| P        | Michael Koch        | Maroussi            | fine contratto |          |
| C        | Pat Burke           | Maroussi            | fine contratto |          |
| P        | Oded Kattash        |                     | ritirato       |          |